# Bengt Lundberg (journalist)
Bengt Fredrik Mattis Lundberg, född 25 april 1918 i Svalövs församling, Malmöhus län, död 1 juli 2001 i Linköping, var en svensk journalist.
Efter studentexamen i Lund 1937 blev Lundberg filosofie kandidat där 1941. Efter praktik, först på Sydsvenska Dagbladet Snällposten och från 1942 på Landskrona Posten, började han på Östgöta Correspondenten 1944, där han stannade till pensioneringen 1983. Han var verksam som reporter samt teater- och litteraturrecensent och var från början av 1950-talet tidningens kulturredaktör. Han redigerade även bilagan "Regnbågen" 1950–1980. Han medverkade i tidningen även senare, bland annat på  Kort & Gott-sidan under signaturen "Aber".
Lundberg tillhörde bland annat parkstyrelsen och kulturnämnden i Linköpings kommun samt kommittén för utgivande av Linköpings stads historia. Han tilldelades Linköpings kommuns kulturstipendium. Han redigerade från starten Gamla Linköpings skriftserie. Tillsammans med Börje Nordström gav han ut Kommunalt sekel (Linköpings stadsfullmäktiges historia) och medverkade i åtskilliga kulturhistoriska publikationer. Han var styrelseledamot i Östergötlands museums vänner och Linköpings stiftsbiblioteks vänner.